# Österrikes parlament
Österrikiska parlamentet (tyska: Österreichisches Parlament) är den lagstiftande makten på federal nivå. Det består av två självständiga parlamentskammare. Nationalrådet (tyska: Nationalrat) är folkrepresentationen och väljs direkt medan förbundsrådet (tyska: Bundesrat) representerar förbundsländerna och väljs av lantdagarna. Även om båda parlamentskammare i stort sett har liknande funktioner är nationalrådet mycket starkare än förbundsrådet. Nationalrådet har beslutsrätten vid lagstiftningen medan förbundsrådet bara har rätten till suspensivt veto. Även förbundsrådets kontrollfunktion är mycket svagare eftersom förbundsrådet – i motsats till nationalrådet – inte har några sanktionsmöjligheter.

## Historia

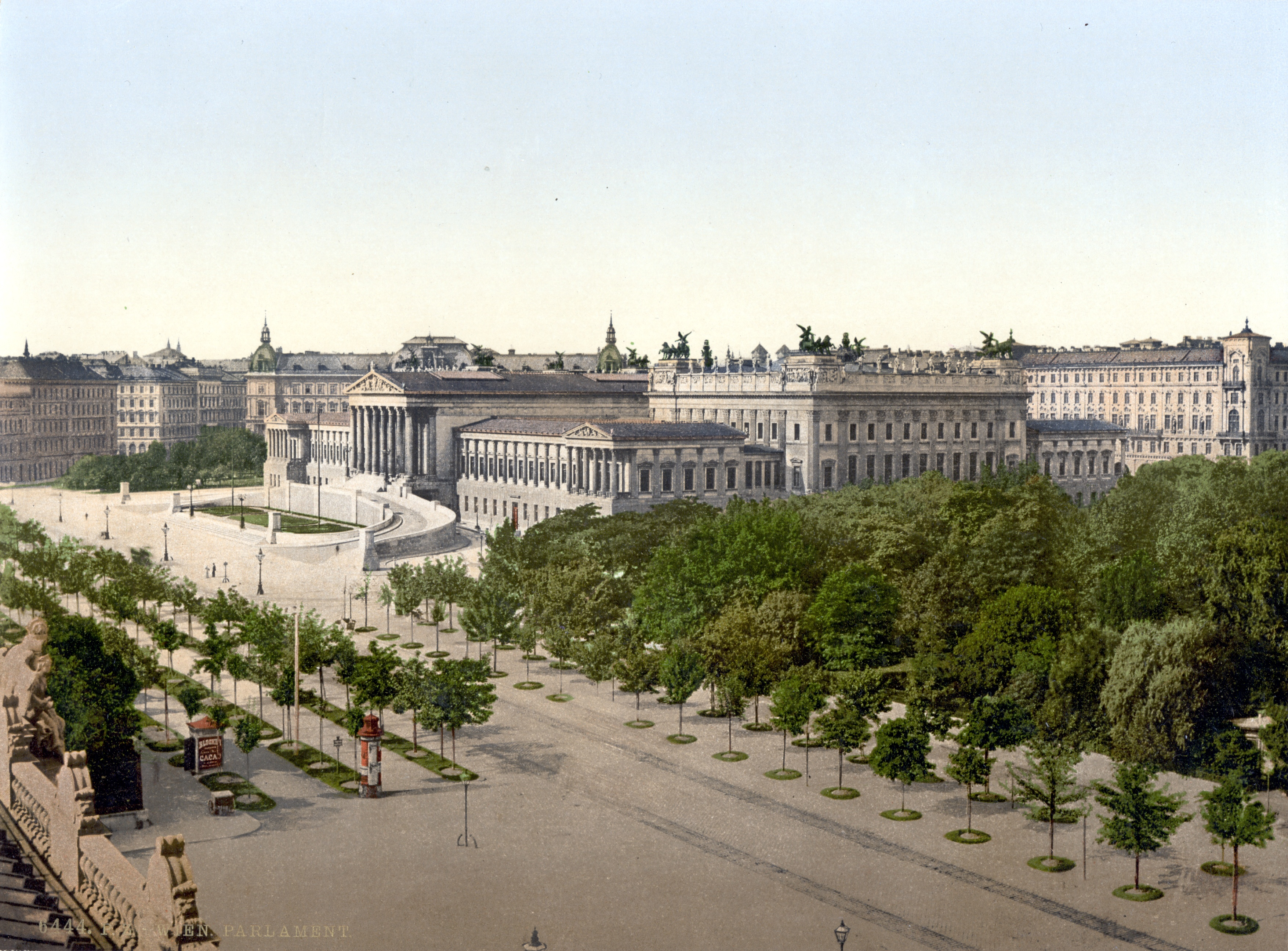
Parlamentshuset kring 1900

Den österrikiska parlamentarismen är jämförelsevis ung. Ett riksråd skapades efter den borgerliga revolutionen 1848, men det hade inte någon politisk makt. Situationen förbättrades något med statsreformen 1867.
Efter första världskriget grundades Republiken Österrike och med författningen från 1920 skapades dagens tvåkammarparlament. Ändå var utvecklingsmöjligheterna för ett parlamentariskt arbete dåliga. Parlamentet var ständigt i defensiven: tidsandan var antiparlamentarisk, grannländer gick över till auktoritära statsformer. Under en parlamentarisk kris 1933 tog förbundskanslern Engelbert Dollfuss tillfället i akt, eliminerade parlamentet och upprättade den austrofascistiska diktaturen.
Efter andra världskriget återupprättades republiken. De första tjugo åren regerades Österrike av en stor koalition bestående av ÖVP och SPÖ som kunde stödja sig på en förkrossande majoritet i parlamentet (över 90% av ledamöterna kom från regeringspartierna). Oppositionen var för svag för att effektfullt kontrollera regeringen och regeringspartiernas parlamentsgrupper var fullt integrerade i koalitionsarbetet så att det mesta av det politiska arbetet skedde utanför parlamentet. Först 1966 när den stora koalitionen upplöstes användes parlamentets möjligheter på ett verkningsfullt sätt.

## Förbundsförsamling
Vanligtvis arbetar de två parlamentskammare självständigt. En gemensam sammankomst kallas för förbundsförsamling. Förbundsförsamlingens viktigaste uppgift är att bevittna förbundspresidentens edsavläggelse.

## Myndigheter som lyder under parlamentet
Det finns två myndigheter som lyder under parlamentet: Revisionsverket (tyska: Rechnungshof) och ombudsmännen (Volksanwaltschaft).